# Plaza 24 de Septiembre
La Plaza 24 de Septiembre es la plaza principal de Santa Cruz de la Sierra, Bolivia.

## Características

### Ubicación
Se encuentra rodeada por las calles Libertad, calle 24 de Septiembre, calle Ayacucho , calle Junin, calle Sucre y calle Bolívar. Alberga la Catedral, la brigada parlametaria, el Club Social 24 de Septiembre, la casa de la cultura , consulado argentino, la Casa de Gobierno, la Alcaldía Municipal, centros comerciales y restaurantes.

### Toponimia
La Plaza fue antiguamente llamada Plaza de Armas,  en ella se desarrollaron los enfrentamientos de la revolución liberal federal de 1898, tras la pacificación pasó a llamarse Plaza de la Concordia, actualmente recibe el nombre de la fecha del levantamiento de independencia de Santa Cruz.
En la plaza se encuentra la estatua de Ignacio Warnes.Posteriormente fue renombrada como Plaza 24 de septiembre en honor a los movimientos independentistas de 1810.

### Vegetación
La Plaza se halla poblada de diferentes especies vegetales como palmeras y otra vegetación propia  de la región.

## Historia
La Plaza fue de los primeros elementos urbanos trazados en la ciudad, en ella se dice que se clavó en una pica la cabeza de Ignacio Warnes como medida ejemplarizadora para los independentistas.
En 2004 se peatonalizaron las calles Ayacucho y Junín.

## Centro Cultural y social
Al ser un lugar de alta importancia en la vida social de la ciudad en ella se realizan manifestaciones artísticas, sociales y de protesta.